# セントライト
セントライト（1938年 - 1965年）は日本の競走馬、種牡馬である。1941年に日本競馬史上初のクラシック三冠馬となった。主戦騎手は小西喜蔵。種牡馬としてもオーエンス、オーライト、セントオーと3頭の八大競走優勝馬を輩出した。1984年顕彰馬に選出。
兄弟にタイホウ（繁殖名大鵬。帝室御賞典、目黒記念、オールカマーハンデ）、クリヒカリ（別名アルバイト、横浜農林省賞典4歳呼馬（現:皐月賞）、帝室御賞典〈秋〉）、トサミドリ（大種牡馬、皐月賞、菊花賞）らがいる。

## 経歴

### デビューまで
1938年、三菱財閥経営の小岩井農場に生まれる。父はイギリスのクラシック優勝馬として初めて日本へ輸入された、2000ギニー優勝馬ダイオライト。母フリッパンシーもイギリスからの輸入馬で、出生時にはすでに11勝を挙げた半兄タイホウ（父シアンモア）の活躍が知られていた。1940年、小岩井農場のセリ市に上場され、出版社非凡閣社長の加藤雄策に3万2200円（1万2200円とも）で落札された。同9月に東京競馬場の田中和一郎の元へ入厩。デビューに向けて調教が積まれた。同期の僚馬には、同じく加藤の所有馬で、当年の牝馬最高額だったブランドソールがいた。小西喜蔵によれば「セントライトの方は、ちょっともそっとした感じで、みんなブランドソールの方がいいように見て」いたという。

### 戦績

#### 春の二冠
1941年3月15日、横浜開催初日の新呼馬戦でデビュー。12頭立て7番人気と低評価だったが、2着に5馬身差を付けて初勝利を挙げた。このとき、単勝払い戻しは法定上限の200円で、不的中者にも7円50銭の特配（特別給付金）が払い戻された。2週間後の同30日、クラシック初戦の横浜農林省賞典四歳呼馬（のちの皐月賞）に出走。同期の最高額馬ミナミモアを抑えて1番人気に推されると、レースでは同馬に3馬身差を付けて優勝を果たした。小西はミナミモアに勝ったことに非常に驚いたといい、「ほんとうに強いなとおもったのはこのときからだ」と語っている。本競走は翌年に弟のアルバイトが優勝して兄弟による連覇を達成、1949年にはトサミドリも優勝し、史上唯一の記録である三兄弟による同一クラシック競走制覇を達成している。
なお、デビュー前には、仕上がりが早かったブランドソールを横浜から使い、セントライトは4月の中山開催から使われる予定だった。しかし2月末の調教でセントライトがブランドソールを抑えていたことや、加藤の強い要望があってセントライトの方が先に使われた。もしも厩舎での見込み通り事が運んでいれば、横浜農林省賞典四歳呼馬への出走機会はなかったことから、小西はこれについて「運命的」だったと語っている。
その後は中山開催の2戦を連勝。地元東京での初出走となったハンデキャップ競走では58kgの斤量を背負い、アタマ差で2着となり初の敗戦を喫したが、東京優駿競走（日本ダービー）への一叩きとして臨んだ古呼馬戦では、当年秋の帝室御賞典（天皇賞の前身＝のちの「天皇賞（秋）」）に優勝する5歳馬エステイツを破って勝利を挙げた。

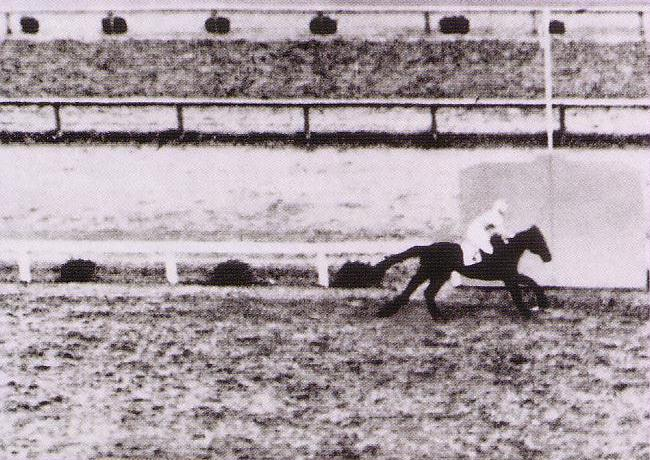
東京優駿競走の決勝線上。
小西は『優駿』誌に寄せて「かういういひ方をすると生意気さうに聞こえるかも知れないが、セントライトの優駿競走制覇は、事実、文字通りの楽勝であった」と述べた。

5月16日の東京優駿競走は、前夜までの降雨の影響によって重馬場となった。セントライトは横浜で破ったミナミモアに1番人気を譲って2番人気、中山四歳牝馬特別（のちの桜花賞）を制して来たブランドソールが3番人気であった。レースでは道中3番手を進むと、最終コーナーで小西が手綱を抑えたまま先頭に立った。さらに残り200メートル付近からスパートを掛けると、後続を一気に突き離し、2着ステーツに8馬身差を付けて圧勝した。この着差は1955年の優勝馬オートキツに並び、ダービー史上最大着差となっている。小西はこの圧勝劇について「道悪に恵まれたせいもあったには違いない」としながらも、もしも快晴の良馬場で行われていたら、「レコードを少なくとも一つ（1秒）は詰めていただろう」と述べている。小西はこれがダービー初優勝、調教師の田中と馬主の加藤は、いずれも1939年に優勝したクモハタに次ぐ2度目のダービー制覇となった。

#### 史上初の三冠達成 - 引退
ダービーの後は休養に入り、日本競馬史上初のクラシック三冠を秋の目標とした。9月27日の復帰戦ではダービー2着のステーツより11kg重い66kgの斤量を負わされ、3着と敗れる。しかし続く古呼馬戦では同じ斤量を背負い、春に破ったエステイツに再び勝利した。翌週、特殊競走（のちの重賞競走）である横浜農林省賞典四・五歳呼馬を制したのち、三冠最終戦の京都農林省賞典四歳呼馬（のちの菊花賞）に備えて西下。前哨戦として臨んだ古呼馬戦は、京都到着後4日目という慌ただしさのうえ、68kgの斤量を負って地元のコクチョウ（斤量60kg）に2馬身差の2着（3頭立て）と敗れた。しかし、この一叩きで調子は上向きとなり、10月26日の京都農林省賞典四歳呼馬には絶好調の状態で臨んだ。

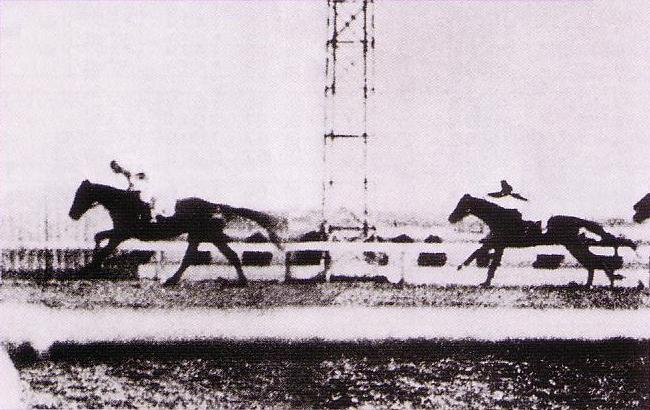
京都農林省賞典四歳呼馬の様子

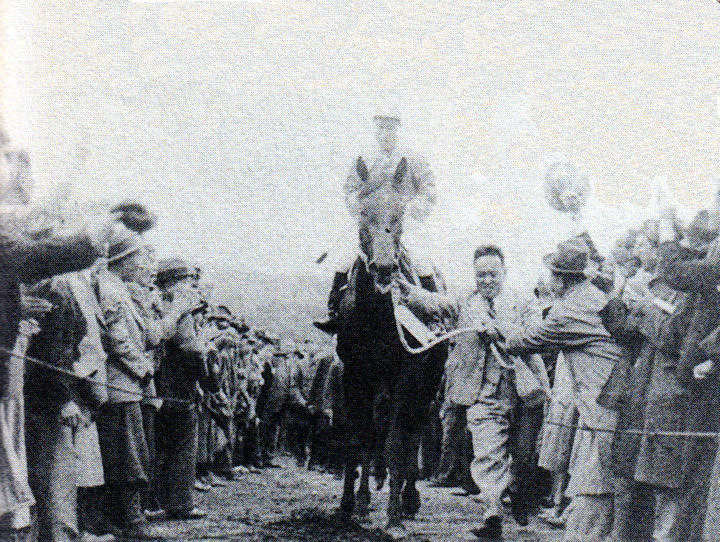
三冠達成後、人々の中を凱旋するセントライト

セントライトの他は、地元の2頭と関東から遠征したミナミモア、ステーツ、阪神優駿牝馬（オークス）優勝馬テツバンザイのみの計6頭と少頭数で、セントライトは1番人気に推された。レースでは2番手の先行策から、ゴールではミナミモアに2馬身半差を付けて優勝。1939年に三冠全競走が整備されて以来、4年目にして初のクラシック三冠を達成した。しかし当時は三冠の概念がそれほど浸透していなかったこともあり、報道はダービー優勝時よりも遙かに小さな扱いだった。当事国内が支那事変から太平洋戦争へ向かう緊張下にあったことも要因にあったとされる。なお、小西が三冠全競走で手にした進上金（賞金の取り分）の2700円は、当時の情勢を反映して現金ではなく10年の国債で支払われており、日本の敗戦と共に紙屑と化したという。

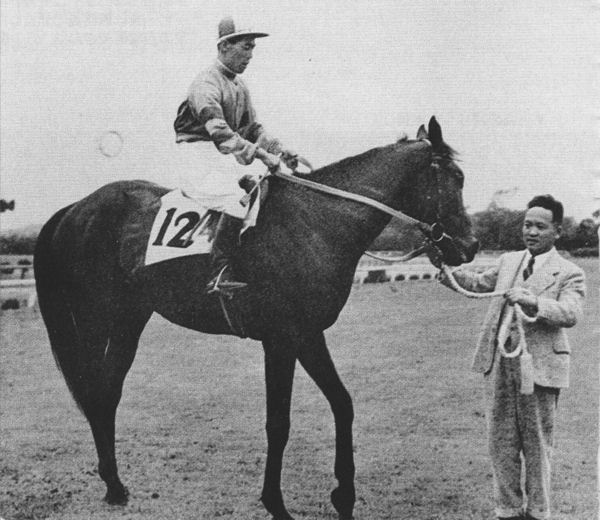
小西・セントライトと加藤雄策

その後は当時ダービーと並ぶ最高競走だった帝室御賞典を目標に、中山でハンデキャップ競走を使われる予定だった。しかしこの競走で72kgの斤量を背負わされることが判明、馬主の加藤は「4歳馬に72kgも背負わせるぐらいならば」と、帝室御賞典に未練なくセントライトを引退させた。通算成績は12戦9勝。加藤はクモハタを持っていたときにも、帝室御賞典で2着となった後に再挑戦させることなく引退させており、加藤の競馬の師匠だった作家・菊池寛は、「賞金を稼がせるつもりならまだ使えるのを、惜しげもなく引退させてしまう。ああ云う所は実に立派だ。天下の名馬も、彼の如きに認められて、はじめて終わりを全うし得るのかも知れない」と賛辞を送っている。加藤はそれから約3年半後の1945年5月25日、アメリカ軍が東京へ行った空襲の被害に遭い、その翌日に死去した。
2020年までにクラシック三冠を達成した牡馬の全8頭において、デビューから引退まで同一年なのは 当馬のみである。また、菊花賞以降レースに出走せず引退したのも当馬のみである。

### 種牡馬時代
競走馬引退後は小岩井農場に戻り種牡馬となった。太平洋戦争を経て、1947年にはオーエンスが「平和賞」として再開された春の天皇賞（帝室御賞典の後継競走）に優勝した。しかし、戦後進駐したGHQによって三菱財閥は解体され、小岩井農場もサラブレッド生産を禁じられると、セントライトは1949年より岩手畜産試験場に移された。その後オーライトが1951年秋の天皇賞に優勝、1952年にはセントオーが菊花賞父子制覇を達成した。しかし小岩井から離れた後、セントライトの交配相手にはアラブや中間種が含まれるようになるなど質が著しく低下し、晩年は目立った活躍馬が出なかった。母の父として桜花賞優勝馬トキノキロクが出ているが、同馬ほか2頭の重賞勝利馬を産んだマルタツは、セントライトとブランドソール（繁殖名はゴールドウェッディング）の子で、さらにその子孫からはオークス優勝馬リニアクインなども輩出した。

### 種牡馬引退後
1965年2月1日、老衰のため同試験場で死亡。シンザンがセントライトに次ぐ史上二頭目の三冠馬となってから数か月後のことだった。1947年に重賞競走セントライト記念が創設されているほか、1984年にはJRA顕彰馬にも選出されるなど、シンザンや厩舎の後輩馬トキノミノルと同じく多重の顕彰を受けている。なお、競走馬としてクラシック二冠を制し、種牡馬としても大きな成功を収めた半弟トサミドリも同年にJRA顕彰馬に選ばれ、史上唯一となる兄弟での殿堂入りを果たしている。

## 競走成績
| 年月日     | 場   | レース名                   | 人気 | 着順 | 距離         | 斤量 | タイム | 騎手       | 着差    | 勝ち馬（2着馬）    |
| ---------- | ---- | -------------------------- | ---- | ---- | ------------ | ---- | ------ | ---------- | ------- | ------------------ |
| 1941. 3.15 | 横浜 | 新呼馬                     | 7人  | 1着  | 芝1700（重） | 55   | 1.53.0 | 小西喜蔵   | 5馬身   | （オオトモ）       |
| 3.30       | 横浜 | 横浜農林省賞典四歳呼馬     | 1人  | 1着  | 芝1850（良） | 57   | 1.59.2 | 小西喜蔵   | 3馬身   | （ミナミモア）     |
| 4. 5       | 中山 | 呼馬                       | 1人  | 1着  | 芝2000（稍） | 58   | 2.12.8 | 小西喜蔵   | 2 1/2身 | （カミワカ）       |
| 4.27       | 中山 | 呼馬                       | 1人  | 1着  | 芝2200（良） | 58   | 2.23.4 | 阿部正太郎 | 1 1/4身 | （フアストライト） |
| 5. 3       | 東京 | 古呼馬特殊ハンデキャップ   | 3人  | 2着  | 芝2300（良） | 58   |        | 小西喜蔵   | アタマ  | シヂリダケ         |
| 5.10       | 東京 | 古呼馬                     | 1人  | 1着  | 芝2300（良） | 61   | 2.27.6 | 小西喜蔵   | アタマ  | （エステイツ）     |
| 5.18       | 東京 | 東京優駿競走               | 2人  | 1着  | 芝2400（重） | 57   | 2.40.2 | 小西喜蔵   | 8馬身   | （ステーツ）       |
| 9.27       | 横浜 | 古呼馬特殊ハンデキャップ   | 2人  | 3着  | 芝2200（良） | 66   |        | 小西喜蔵   |         | ステーツ           |
| 10. 5      | 横浜 | 古呼馬                     | 2人  | 1着  | 芝2200（稍） | 66   | 2.30.6 | 小西喜蔵   | 1馬身   | （エステイツ）     |
| 10.12      | 横浜 | 横浜農林省賞典四・五歳呼馬 | 1人  | 1着  | 芝2800（良） | 56   | 3.08.0 | 小西喜蔵   | クビ    | （ミスミナミ）     |
| 10.18      | 京都 | 古呼馬                     | 1人  | 2着  | 芝2400（重） | 68   |        | 小西喜蔵   | 2馬身   | コクチョウ         |
| 10.26      | 京都 | 京都農林省賞典四歳呼馬     | 1人  | 1着  | 芝3000（重） | 57   | 3.22.6 | 小西喜蔵   | 2 1/2身 | （ミナミモア）     |

## 主な産駒
- オーライト（1943年産 1947年平和賞、京都記念）
- ニユージヤパン（1943年産 1947年農林省賞典障害）
- オーエンス（1946年産 1950年天皇賞・春 1951年京都記念・春、阪神記念）
- セントオー（1949年産 1952年菊花賞、京都4歳特別）

おもなブルードメアサイアー産駒
- ユーシユン（1954年産 1958年京都大障害（秋） 1960年東京障害特別・春 父ヴィーノーピュロー、母マルタツ）
- シユンメ（1955年産 1958年阪神牝馬特別 父ライジングフレーム、母マルタツ）
- トキノキロク（1957年産 1960年桜花賞 1961年CBC賞 父ライジングフレーム、母マルタツ）

## 競走馬としての特徴・評価

### 性格面の特徴とレーススタイル
小西によればセントライトは極めて温順で扱いやすく、競馬においてもどの位置からでもレースを進めることが出来た。さらに競馬になると旺盛な闘争心も発揮し、特に競り合いには非常に強かったことから、「レースではなんの心配もありませんでした」と述べている。また「三冠レースなどの大レースを知っていた」とし、「負けるものか、と僕に言いながら走ったね」と述懐している。
1964年に『優駿』誌上において「ダービー馬30頭が競馬をしたら」というテーマで行われた座談会では、大久保末吉が「セントライトはね、みなさんも知ってのとおり、レコードを持っている馬じゃないし、いまの馬に比べれば恵まれているという感じもする」、「加藤さんの馬では、セントライトよりもむしろクモハタの方が上だった」と述べたほか、岡田光一郎は「三冠馬という点では、無論推奨に値するが……しかしスピードのある馬ではなかった。ただ丈夫で頑強であれは一種のスタミナの馬だな」と評した。他方で、同年に史上2頭目の三冠を達成するシンザンを管理した武田文吾は、後年シンザンを語る際に次のように述べた。
セントライトは日常的にも「もっさりの方」で、厩舎のある府中から横浜まで歩いて行った際、普通の馬なら8時間で着くところを、9時間掛かったという。また、京都農林省賞典四歳呼馬に備えて西下したときは、馬運車がなかった当時、列車の貨車に揺られながら2泊3日という長旅だったが、「けろっとした顔で」これをこなしたという。競走前の装鞍所では寝ているかのようで、その後のパドックから発走直前まであまりに緊張感がない様子に「これでは駄目か」と小西が観念していると、発走した瞬間から集中して走り始め、そして競走後の厩舎では何事もなかったかのように食事をしていた。この話を紹介した農学者の桜井信雄は「馬が競走する、つまり運動するためには当然運動神経の興奮が必要である。（中略）馬場に出て適当なウォーミングアップをして筋肉をほぐし、また多少興奮させることは陸上競技の場合と同様に、むしろ効果的であろうと考える」と述べたうえで、セントライトについて「神経の興奮作用と抑制作用がどちらも強く、しかも電源スイッチのように、その作用を瞬間的に切り替えられる仕組みになっていたものといえよう。そしてその意味においてセントライトは、『ほんものの』名馬であったと思っている」と評している。

### 身体面の特徴
東京優駿出走時に計測された体高（キ甲＝首と背の境から足元まで）は166cm、推定体重は500kg以上と、当時としては大型馬であったが、スマートさに欠ける体型で「ずんぐりむっくりの大型戦車」などと揶揄されていた。ライターの藤野広一郎が往時を知る調教師に取材したところによれば、「ああいう馬は、玄人には買えない馬です」と語ったという。「大尾形」と称された尾形藤吉も、セリでセントライトを見たものの敬遠していた。日本中央競馬会の理事を務めた青木栄一は「黒い巨体を、私の記憶では大きな蹄で、ノッシノッシという感じで馬場に出てくる様子は、暗闇の牛という感じであった」と述懐している。しかしその身体は健強で、小西は「セントライトは馬面中の馬面で好男子ではなかったが、利口で丈夫。感冒一つひいたことがなかった。横浜で走っていたころ体高を計ったら1メートル64センチ。それが東京へ来てから計ったら2センチ伸びていた。芯から丈夫な証拠だと思ったね」と述懐している。また、田中和一郎は「こんなに疲労回復が早い馬は見たことがない」と驚いていたという。
なお、セントライトが競走登録される直前まで、日本競馬会は体高164cmを超える馬の登録を認めていなかった。もしこの規定が撤廃されていなければ、セントライトは地方競馬で走ることを余儀なくされていた。大川慶次郎は一説として、計測の時に前脚の地面を少し窪ませてごまかしたという話もあったという。

## 血統

### 血統背景
父ダイオライトは戦中から戦後にかけて4度のリーディングサイアーを獲得した名種牡馬だったが、輸入当初は体型についての評価が低く、その成功を疑問視されていた。この評価に真っ向から反発したのが加藤雄策で、雑誌に「ダイオライト礼讃記」という文章を寄せるなど、熱狂的にダイオライトを支持していた。
母フリッパンシーは後に八大競走と呼ばれる競走の優勝馬を4頭出した日本競馬史上唯一の牝馬で、4頭での八大競走計8勝は史上最多記録である。また、子孫からも桜花賞優勝馬ヤシマベル、菊花賞優勝馬ノースガストなど数々の活躍馬が出ている。
| セントライトの血統                       | セントライトの血統                                                 | セントライトの血統                                                 | （血統表の出典）                                                   | （血統表の出典） |
| 父系                                     | オーム系                                                           | オーム系                                                           | オーム系                                                           |                  |
| 父 *ダイオライト Diolite 1927 黒鹿毛     | 父の父Diophon 1921 栗毛                                            | Grand Parade                                                       | Orby                                                               | Orby             |
| 父 *ダイオライト Diolite 1927 黒鹿毛     | 父の父Diophon 1921 栗毛                                            | Grand Parade                                                       | Grand Geraldine                                                    |                  |
| 父 *ダイオライト Diolite 1927 黒鹿毛     | 父の父Diophon 1921 栗毛                                            | Donnetta                                                           | Donovan                                                            | Donovan          |
| 父 *ダイオライト Diolite 1927 黒鹿毛     | 父の父Diophon 1921 栗毛                                            | Donnetta                                                           | Rinovata                                                           |                  |
| 父 *ダイオライト Diolite 1927 黒鹿毛     | 父の母Needle Rock 1915 鹿毛                                        | Rock Sand                                                          | Sainfoin                                                           | Sainfoin         |
| 父 *ダイオライト Diolite 1927 黒鹿毛     | 父の母Needle Rock 1915 鹿毛                                        | Rock Sand                                                          | Roquebrune                                                         |                  |
| 父 *ダイオライト Diolite 1927 黒鹿毛     | 父の母Needle Rock 1915 鹿毛                                        | Needlepoint                                                        | Isinglass                                                          | Isinglass        |
| 父 *ダイオライト Diolite 1927 黒鹿毛     | 父の母Needle Rock 1915 鹿毛                                        | Needlepoint                                                        | Etui                                                               |                  |
| 母 *フリッパンシー Flippancy 1924 黒鹿毛 | 母の父Flamboyant 1918 鹿毛                                         | Tracery                                                            | Rock Sand                                                          | Rock Sand        |
| 母 *フリッパンシー Flippancy 1924 黒鹿毛 | 母の父Flamboyant 1918 鹿毛                                         | Tracery                                                            | Topiary                                                            |                  |
| 母 *フリッパンシー Flippancy 1924 黒鹿毛 | 母の父Flamboyant 1918 鹿毛                                         | Simonath                                                           | St.Simon                                                           | St.Simon         |
| 母 *フリッパンシー Flippancy 1924 黒鹿毛 | 母の父Flamboyant 1918 鹿毛                                         | Simonath                                                           | Philomath                                                          |                  |
| 母 *フリッパンシー Flippancy 1924 黒鹿毛 | 母の母Slip 1909 鹿毛                                               | Robert Le Diable                                                   | Ayrshire                                                           | Ayrshire         |
| 母 *フリッパンシー Flippancy 1924 黒鹿毛 | 母の母Slip 1909 鹿毛                                               | Robert Le Diable                                                   | Rose Bay                                                           |                  |
| 母 *フリッパンシー Flippancy 1924 黒鹿毛 | 母の母Slip 1909 鹿毛                                               | Snip                                                               | Donovan                                                            | Donovan          |
| 母 *フリッパンシー Flippancy 1924 黒鹿毛 | 母の母Slip 1909 鹿毛                                               | Snip                                                               | Isabel                                                             |                  |
| 母系(F-No.)                              | (FN:22-b)                                                          | (FN:22-b)                                                          | (FN:22-b)                                                          | [ § 2 ]          |
| 5代内の近親交配                          | Rock Sand 3×4、Donovan 4×4、St.Simon 5×4、Galopin 5×5・5、Orme 5×5 | Rock Sand 3×4、Donovan 4×4、St.Simon 5×4、Galopin 5×5・5、Orme 5×5 | Rock Sand 3×4、Donovan 4×4、St.Simon 5×4、Galopin 5×5・5、Orme 5×5 | [ § 3 ]          |
| 出典                                     | 1. 2. 3.                                                           | 1. 2. 3.                                                           | 1. 2. 3.                                                           | 1. 2. 3.         |